# Sleeping Dogs (película)
Sleeping Dogs es una película estadounidense de suspense y misterio criminal dirigida por Adam Cooper en su debut como director a partir de un guion adaptado por Cooper y Bill Collage de la novela de 2017 The Book of Mirrors de E.O. Chirovici, y protagonizada por Russell Crowe y Karen Gillan.
La película se estrenó en Estados Unidos el 22 de marzo de 2024.

## Sinopsis
El detective de homicidios retirado Roy Freeman, mientras recibe tratamiento para la enfermedad de Alzheimer, se ve obligado a reabrir un antiguo caso relacionado con el asesinato de un profesor universitario cuando llega nueva información de una mujer misteriosa.

## Reparto
- Russell Crowe como Roy Freeman
- Karen Gillan como Laura Baines
- Marton Csokas como el Dr. Joseph Wieder
- Tommy Flanagan como Jimmy Remis
- Harry Greenwood como Richard Finn
- Thomas M. Wright como Wayne Devereaux
- Elizabeth Blackmore como Dana Finn
- Lynn Gilmartin como Diane Lynch
- Pacharo Mzembe como Isaac Samuel
- Paula Arundell como Susan Avery

## Producción
La película es una adaptación de Adam Cooper y Bill Collage de la novela de E.O. Chirovici The Book of Mirrors, con Cooper también como director. Mark Fasano de Nickel City Pictures produjo, junto con Cooper, Collage y Pouya Shabazian. Matthew Goldberg, Cliff Roberts y la directora ejecutiva de Highland Film Group, Arianne Fraser, actuaron como productores ejecutivos.
En agosto de 2022 se anunció a Crowe en el papel principal. En febrero de 2023 se agregaron al elenco Karen Gillan, Marton Csokas, Harry Greenwood y Thomas M Wright.
El rodaje comenzó en Victoria, Australia, en febrero de 2023. La producción concluyó en mayo.

## Estreno
En noviembre de 2022, se anunció que Highland Film Group había acordado acuerdos de distribución con Signature Entertainment en el Reino Unido. Tras esto, la película sería estrenada en Australia por Galaxy Pictures (una empresa conjunta entre Rialto Distribution y Vertigo Releasing).
Sleeping Dogs fue estrenada por The Avenue en los Estados Unidos el 22 de marzo de 2024.